# In Silico (Album)
In Silico ist das zweite Studioalbum der britisch-australischen Drum-and-Bass-Band Pendulum. Es erschien im deutschsprachigen Raum am 30. Mai 2008 bei Warner Music Group und ist das erste Album, das bei einem Major-Label erschien.

## Entstehung
Nach dem Debütalbum Hold Your Colour wechselte die Band zum Major-Label Warner Music. Die Arbeiten am neuen Album waren von mehr Einflüssen aus anderen Musikgenres geprägt als das Vorgängeralbum. Zunächst entstanden am Computer einzelne Beats und Themen, die später zusammengeführt wurden, Gesang und die restlichen Instrumente wurden später im Studio aufgenommen. Die Aufnahmen entstanden zwischen 2007 und 2008. Das Album erschien am 13. Mai 2008, in Deutschland am 30. Mai 2008.

## Titelliste
1. Showdown – 5:27
2. Different – 5:51
3. Propane Nightmares – 5:13
4. Visions – 5:36
5. Midnight Runner – 6:55
6. The Other Side – 5:15
7. Mutiny – 5:09
8. 9,000 Miles – 6:26
9. Granite – 4:41
10. The Tempest – 7:27

## Rezensionen
Von Musikkritikern wurde das Album gemischt aufgenommen.
Sehr positiv über das Album äußert sich Mathias Möller von Laut.de. Besonders lobt er das Songwriting und die daraus resultierende Vielseitigkeit der Songs, besonders hebt er dabei The Tempest und Showdown hervor. Als Wertung vergibt er vier von fünf möglichen Sternen.
Mit vier von zehn möglichen Punkten bewertet Harald Jakobs das Album auf Plattentests.de weniger positiv. Als Hauptkritik wird dabei genannt, dass die Stücke keine Emotionen hervorrufen würden und die Mischung zwischen Drum and Bass und Rockmusik nur selten gelingen würde.
In ihrer Rezension für Allmusic vergibt Jo-Ann Greene vier von fünf möglichen Sternen und bewertet das Album somit positiv. Sie ist der Meinung, dass Pendulum es mit diesem Album gut schaffe Electronic und Rock wieder zu vereinen.
Mit 4,5 von zehn möglichen Punkten erhält das Album von cdstarts.de nur eine durchschnittliche Bewertung. Kritiker Albert Ranner meint, dass die stärkere Einbeziehung von Rockmusik und des Gesangs dem Album nicht guttue.

## Kommerzieller Erfolg

### Chartplatzierungen
Das Album selber konnte sich in drei Ländern in den Alben-Charts platzieren, in zwei Ländern davon erreichte es die Top Ten. Die erfolgreichste Platzierung wurde in der Wahlheimat Großbritannien erreicht, wo es sich auf Rang zwei Platzieren und insgesamt 44 Wochen in den Charts halten konnte. Die weiteren Erfolge wurden in Australien (Platz 9) und Neuseeland (Platz 21) verzeichnet werden.
In den britischen Charts konnten sich außerdem drei Singles platzieren. Propane Nightmares erreichte Platz 9, Granite Platz 29 und The Other Side Platz 54 der Single-Charts.
| ChartsChartplatzierungen     | Höchstplatzierung | Wochen |
| ---------------------------- | ----------------- | ------ |
| Australien (ARIA)            | 9 (5 Wo.)         | 5      |
| Vereinigtes Königreich (OCC) | 2 (44 Wo.)        | 44     |

| ChartsJahrescharts (2008)    | Platzierung |
| ---------------------------- | ----------- |
| Vereinigtes Königreich (OCC) | 73          |

### Auszeichnungen für Musikverkäufe
| Land/Region                  | Auszeichnungen für Musikverkäufe (Land/Region, Auszeichnung, Verkäufe) | Verkäufe |
| ---------------------------- | ---------------------------------------------------------------------- | -------- |
| Neuseeland (RMNZ)            | Gold                                                                   | 7.500    |
| Vereinigtes Königreich (BPI) | Platin                                                                 | 300.000  |
| Insgesamt                    | 1× Gold · 1× Platin ·                                                  | 307.500  |

## Vorkommen in Medien
Songs des Albums wurden in verschiedenen Medien verwendet. So verwendete das Videorennspiel Pure die Songs Granite und Showdown. Das Rennspiel Need for Speed: Undercover verwendete die Titel Granite, 9,000 Miles und The Tempest.
Auch in Filmen und Fernsehserien wurden Stücke des Albums verwendet. Ausschnitte des Songs Showdown wurden sowohl in dem Film Punisher: War Zone als auch der Episode Der Anschlag der Fernsehserie CSI: NY verwendet. Die britische Serie EastEnders benutzte das Stück Midnight Runner. Der Song Mutiny wurde außerdem für einen Werbespot der Firma Munity Wireless verwendet.

## Beteiligte Musiker
- Gesang, Synthesizer, Bass, Perkussion: Rob Swire
- Bass: Gareth McGrillen
- Gitarre: Peredur Ap Gwynedd
- Schlagzeug: Paul Kodish
- MC: Ben Verse
- Posaune: Andy Wood
- Trompete: Andy Greenwood
- Trompete: Craig Wild
- Gesang: Christopher Mayhew